# Henrik Gaddefors
Nils Henrik Gaddefors (6 aprile 1965) è un ex cestista svedese.
È il padre di Anton e Viktor Gaddefors.

## Carriera
Con la Svezia ha disputato due edizioni dei Campionati europei (1993, 1995).